# Marmanhac
Marmanhac és un municipi francès situat al departament de Cantal i a la regió d'Alvèrnia-Roine-Alps. L'any 2007 tenia 725 habitants.

## Demografia

### Població
El 2007 la població de fet de Marmanhac era de 725 persones. Hi havia 288 famílies de les quals 80 eren unipersonals (64 homes vivint sols i 16 dones vivint soles), 72 parelles sense fills, 100 parelles amb fills i 36 famílies monoparentals amb fills.
La població ha evolucionat segons el següent gràfic:
Habitants censats

### Habitatges
El 2007 hi havia 420 habitatges, 300 eren l'habitatge principal de la família, 85 eren segones residències i 35 estaven desocupats. 386 eren cases i 29 eren apartaments. Dels 300 habitatges principals, 228 estaven ocupats pels seus propietaris, 66 estaven llogats i ocupats pels llogaters i 6 estaven cedits a títol gratuït; 1 tenia una cambra, 12 en tenien dues, 43 en tenien tres, 69 en tenien quatre i 175 en tenien cinc o més. 215 habitatges disposaven pel capbaix d'una plaça de pàrquing. A 127 habitatges hi havia un automòbil i a 132 n'hi havia dos o més.

### Piràmide de població
La piràmide de població per edats i sexe el 2009 era:
| Homes | Edats   | Dones |
| ----- | ------- | ----- |
| 0     | 95 o +  | 0     |
| 4     | 90 a 94 | 4     |
| 8     | 85 a 89 | 8     |
| 16    | 80 a 84 | 12    |
| 40    | 75 a 79 | 8     |
| 8     | 70 a 74 | 24    |
| 16    | 65 a 69 | 36    |
| 12    | 60 a 64 | 28    |
| 8     | 55 a 59 | 8     |
| 32    | 50 a 54 | 24    |
| 28    | 45 a 49 | 12    |
| 36    | 40 a 44 | 32    |
| 28    | 35 a 39 | 24    |
| 28    | 30 a 34 | 24    |
| 20    | 25 a 29 | 20    |
| 20    | 20 a 24 | 16    |
| 16    | 15 a 19 | 8     |
| 16    | 10 a 14 | 24    |
| 24    | 5 a 9   | 24    |
| 16    | 0 a 4   | 24    |

## Economia
El 2007 la població en edat de treballar era de 458 persones, 333 eren actives i 125 eren inactives. De les 333 persones actives 303 estaven ocupades (175 homes i 128 dones) i 30 estaven aturades (14 homes i 16 dones). De les 125 persones inactives 53 estaven jubilades, 44 estaven estudiant i 28 estaven classificades com a «altres inactius».

### Ingressos
El 2009 a Marmanhac hi havia 308 unitats fiscals que integraven 743,5 persones, la mediana anual d'ingressos fiscals per persona era de 16.108 €.

### Activitats econòmiques
Dels 29 establiments que hi havia el 2007, 1 era d'una empresa alimentària, 1 d'una empresa de fabricació de material elèctric, 3 d'empreses de fabricació d'altres productes industrials, 8 d'empreses de construcció, 2 d'empreses de comerç i reparació d'automòbils, 3 d'empreses de transport, 2 d'empreses d'hostatgeria i restauració, 1 d'una empresa financera, 3 d'empreses immobiliàries, 2 d'empreses de serveis, 2 d'entitats de l'administració pública i 1 d'una empresa classificada com a «altres activitats de serveis».
Dels 8 establiments de servei als particulars que hi havia el 2009, 1 era un paleta, 2 guixaires pintors, 2 fusteries, 1 lampisteria, 1 electricista i 1 perruqueria.
Dels 2 establiments comercials que hi havia el 2009, 1 era una botiga de menys de 120 m² i 1 una fleca.
L'any 2000 a Marmanhac hi havia 31 explotacions agrícoles que ocupaven un total de 2.310 hectàrees.

## Equipaments sanitaris i escolars
El 2009 hi havia una escola elemental integrada dins d'un grup escolar amb les comunes properes formant una escola dispersa.

## Poblacions més properes
El següent diagrama mostra les poblacions més properes.